# Оцінка потреб
Оці́нка потре́б — процес систематичного збору та аналізу інформації від осіб, сімей або громад про їхні потреби або про невідповідності між їх поточною життєвою ситуацією та очікуваннями чи побажаннями. Відмінності між бажаним і дійсним мають бути оцінені або виміряні задля чіткого визначення потреб. Отже, потреба розуміється як бажання поліпшити стан речей або позбутися певного дефіциту.
Як частина планування оцінка потреб застосовується в освіті, сфері громадського здоров'я, в соціальній роботі тощо. Збір та аналіз інформації передбачає методологію дослідження потреб і певні управлінські рішення по результатам оцінки, що дозволяють ефективніше надавати послуги та оперувати ресурсами. В цьому процесі застосовуються традиційні методи дослідження. Особливість оцінки потреб у системності та фокусі на кінцевій меті оцінки — прийнятті управлінського рішення, формуванні пропозицій тощо. Вона може стати вдалим інструментом уточнення проблем і визначення відповідних втручань і рішень. Чітке розуміння потреби дозволяє раціонально використати обмежені ресурси.
Теорію оцінки потреб у плануванні освіти започаткував і розвиває з 1970-х років американець Роджер Кауфман.

## Оцінка потреб в Україні
В Україні оцінка потреб набуває визнання в соціальній роботі, а саме в плануванні соціальних послуг та втручань різного рівня: від особи та сім'ї до територіальних громад. Вітчизняне законодавство в цій сфері визначає оцінку потреб так:
процес збору, узагальнення та аналізу соціальними працівниками інформації щодо стану та життєвих обставин об'єкта соціальних послуг з метою визначення видів та обсягів послуг, їх впливу на процес подолання складних життєвих обставин
Для супроводу сімей, що перебувають у складних життєвих обставинах, основним методом оцінки потреб визначене соціальне інспектування. В ході відвідування та консультацій з сім'єю відбувається збір інформації, значимої для подолання життєвих складнощів. Акцент робиться на сильних сторонах, а не лише проблемних. Аналіз проводить команда або відповідальний за ведення випадку фахівець. І в результаті зібраної та обробленої інформації приймається рішення про співпрацю з сім'єю (наприклад, супровід), обсяг та зміст пропонованих послуг або втручання, про залучення ресурсів або спеціалістів інших організацій. Пропозиції, узгоджені з потребуючими, лягають в основу плану роботи з особою/сім'єю. Оцінка проводиться в процесі співпраці та по її завершенню (відповідно, можливі рішення про перегляд плану, продовження або завершення роботи).
У 2014 році має бути завершений та презентований громадськості єдиний загальнонаціональний інструментарій і алгоритм оцінки потреб дитини та її сім'ї. Він розроблявся групою організацій, серед яких — СОС Дитячі містечка, Ліга соціальних працівників України, фонд «Благополуччя дітей» та Партнерство «Кожній дитині». Основою цього інструментарію стала концептуальна модель оцінки потреб дитини, британська модель адаптована для України.
Потреби громад України оцінюються згідно з Наказом № 28 (від 20.01.2014) "Про затвердження Порядку визначення потреб населення адміністративно-територіальної одиниці у соціальних послугах".